# Integracja etniczna
Integracja etniczna – sposób koegzystencji różnych grup etnicznych na jednym obszarze (najczęściej państwowym). Według Anthony’ego Giddensa istnieją trzy rodzaje tej integracji:
- asymilacja – nowo przybyli imigranci przejmują elementy kultury ludności osiadłej
- tygiel narodów – integracja kulturowa różnych grup etnicznych
- pluralizm – istnienie niezależnych, równouprawnionych grup etnicznych